# Велике Новосуріно
Велике Новосуріно (рос. Большое Новосурино)- село у Можайському районі Московської області Російської Федерації

## Розташування
Село Велике Новосуріно входить до складу міського поселення Можайськ, воно розташовано на південь від Можайська. Найближчі населені пункти Красний Балтієць, Ямська, Кукаріно, Количево. Найближча залізнична станція Можайськ.

## Населення
Станом на 2006 рік у селі проживало 157 осіб. а в 2010 — 127 осіб.